# Heptasteornis
Heptasteornis („Pták ze Sedmihradska“) byl malý svrchnokřídový teropodní dinosaurus, žijící na území dnešního Rumunska asi před 68 až 66 miliony let.

## Historie a popis
V roce 1975 byl tento dinosaurus formálně popsán jako H. andrewsi a byl nejprve považován za jakousi obří prehistorickou sovu vysokou kolem 2 metrů. Mezi alvarezsauridy byl tento nález zařazen až v roce 1988. Pravděpodobně patřil do podčeledi Mononykinae. Přesné rozměry tohoto dinosaura nejsou vzhledem k fragmentárnímu fosilnímu materiálu dosud známé.